# Матулевський Микола Анатолійович
Матуле́вський Мико́ла Анато́лійович (15 березня 1958, Київ) — віце-президент Міжнародної федерації кунгфу (IKFF), президент Федерація кунгфу Європи (EKF), президент Федерації ушу/гунфу та цігун України (ФУГЦУ), віце президент Федерація кунгфу України (ФКУ), Заслужений тренер України, Майстер спорту України міжнародного класу, суддя Міжнародної категорії, багаторазовий чемпіон світу та Європи з традиційного ушу та кунгфу, майстер 8 дану кунгфу (EKF), 5 дану ушу (CWA) та 5 дану куошу (ICKF).

## Життєпис
У 1978—1980 рр. був чемпіоном м. Києва з карате.
1980 року — срібний призер УРСР з карате.
З 1979 по 1982 рр. входив до складу збірної команди УРСР з карате.
У 1988 році Матулевський М. А. — один з організаторів та співзасновників Федерації ушу СРСР та Федерації ушу УРСР (тепер Федерації ушу/гунфу та цігун України).
У 1988 році Матулевський ініціює визнання ушу як виду спорту в Україні. У 1989 році ушу визнано як офіційний вид спорту.
У 1994 році Матулевському М. А. було присвоєно звання «Заслужений тренер України».
Має дві вищи освіти — у 1980 році закінчив Київський державний інститут легкої промисловості та у 1985 закінчив Київський державний інститут фізичної культури та спорту. 2002 року йому присвоєно звання «Майстер спорту міжнародного класу».
У 2009 році став призером чемпіонату світу з кунгфу.
З 2001 по 2010 роки Матулевський М. А. особисто неодноразово виборював звання володаря Кубку Світу з традиційних ушу/гунфу серед майстрів.
У 2010 році ініціює визнання кунгфу як виду спорту в Україні. У 2012 році кунгфу визнано як офіційний вид спорту.
У 2011 році став дворазовим чемпіоном світу з кунгфу.
Матулевський М. А. є одним з найкращих тренерів Європи, а також одним за найбільш знаних майстрів бойових мистецтв. Команда очолювана ним неодноразово перемагала у чемпіонатах та кубках Європи та Світу. За ці роки ним створено ексклюзивні методичні розробки, видані друковані видання та статті.
Промо